# Grazioso Rusca

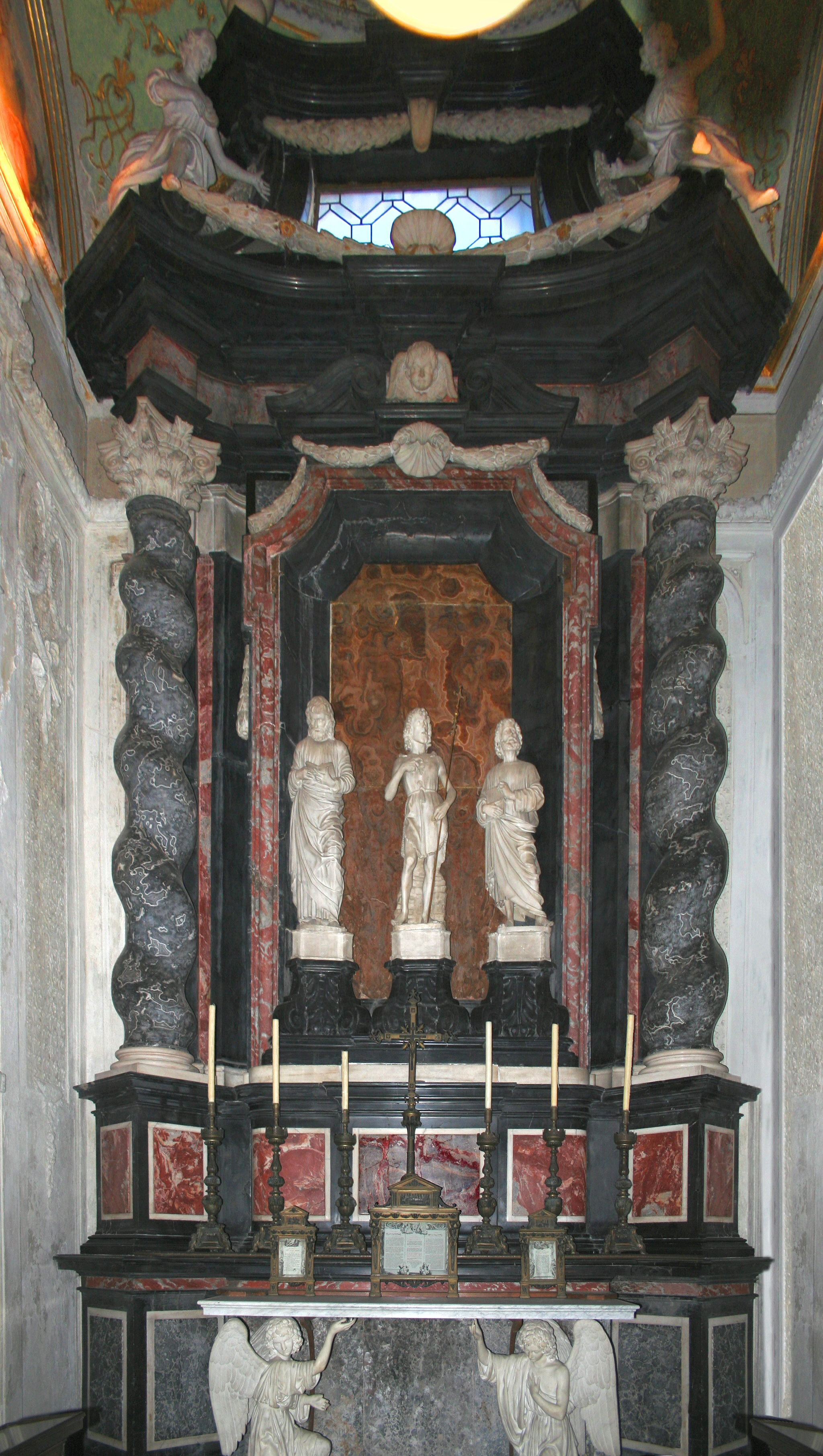
Cappella Colleoni

Grazioso Rusca (Rancate, 1757 – Milano, 18 giugno 1829) è stato uno scultore svizzero-italiano.

## Biografia
Originario di Rancate, iniziò come scalpellino presso vari architetti, tra cui Simone Cantoni, di solito attivi a Milano presso la "Veneranda Fabbrica del Duomo": oltre ad alcuni bassorilievi per la facciata della cattedrale meneghina (dove fu attivo dal 1785 al 1829), operò anche a Pavia, Bergamo e nella sua provincia. Negli anni ottanta del Settecento diede avviò alla lunga collaborazione con l'architetto Leopoldo Pollack nel Collegio Germanico Ungarico di Pavia (oggi Collegio Cairoli): sue sono le due grandi statue della Filosofia e della Teologia poste nello scalone.

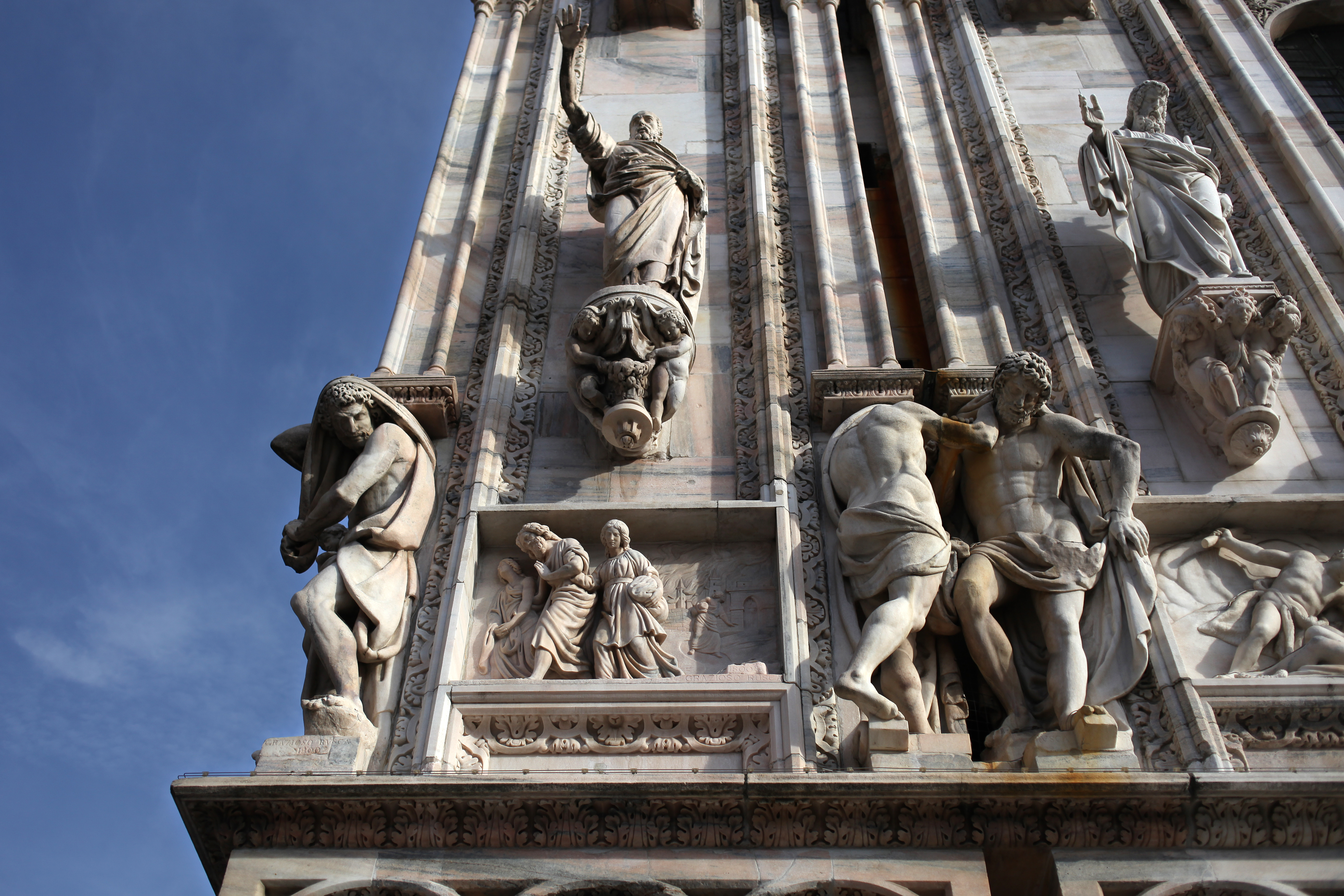
I tre gruppi scultorei firmati dal Rusca sull'angolo settentrionale del Duomo di Milano (1800 e 1803)

Nel Canton Ticino lavora presso la Chiesa collegiata dei Santi Pietro e Stefano a Bellinzona: nella tribuna suoi sono i bassorilievi rappresentanti la Moltiplicazione dei pani e dei pesci, la Adorazione dell'Agnello e il Sacrificio di Isacco, in collaborazione con Gerolamo Francesco Rusca. A Varenzo frazione di Quinto per l'Oratorio di San Rocco esegue la statua del santo titolare nel biennio 1785-1786.
Nel 1794 per la cappella di San Carlo Borromeo della chiesa parrocchiale di Santo Stefano a Rancate scolpisce la statua del santo, in stucco dipinto.
Nel biennio 1796-1797 è attivo presso la Villa Barbiano di Belgioioso: suoi sono i sopraporta del salone da ballo e le lunette della sala da pranzo coi bassorilievi raffiguranti Napoleone come Ercole che soccorre l'Italia,  la Vittoria scrivente presso le Piramidi, Mercurio e il Commercio e Marte sul carro, questi eseguiti negli anni 1806-1810.
Nel 1796 scolpisce la statua di Santo Stefano posta al centro dell'omonima piazza di Rancate.
Nel biennio 1796-1797 a Bergamo, esegue due bassorilievi, Apollo e le nove Muse e un Baccanale per il salone ovale di Palazzo Agosti (oggi Grimelli Pedrocca), progettato pure dal Pollack. Le nicchie del salone risulta ospitassero alcune statue marmoree marmo che quindi probabilmente dovevano essere opera sua.
La sua opera più nota sono due figuri di angeli che sostengono la mensa dell'altare della Cappella Colleoni nell'ottica della sistemazione finale all'edificio operata dal Pollack. In questa maniera dalla statuaria rinascimentale di Pietro Lombardo e dei suoi figli Antonio e Tullio si arriva a quella di Bartolomeo Manni e ai delicati angeli di gusto neoclassico del Rusca.

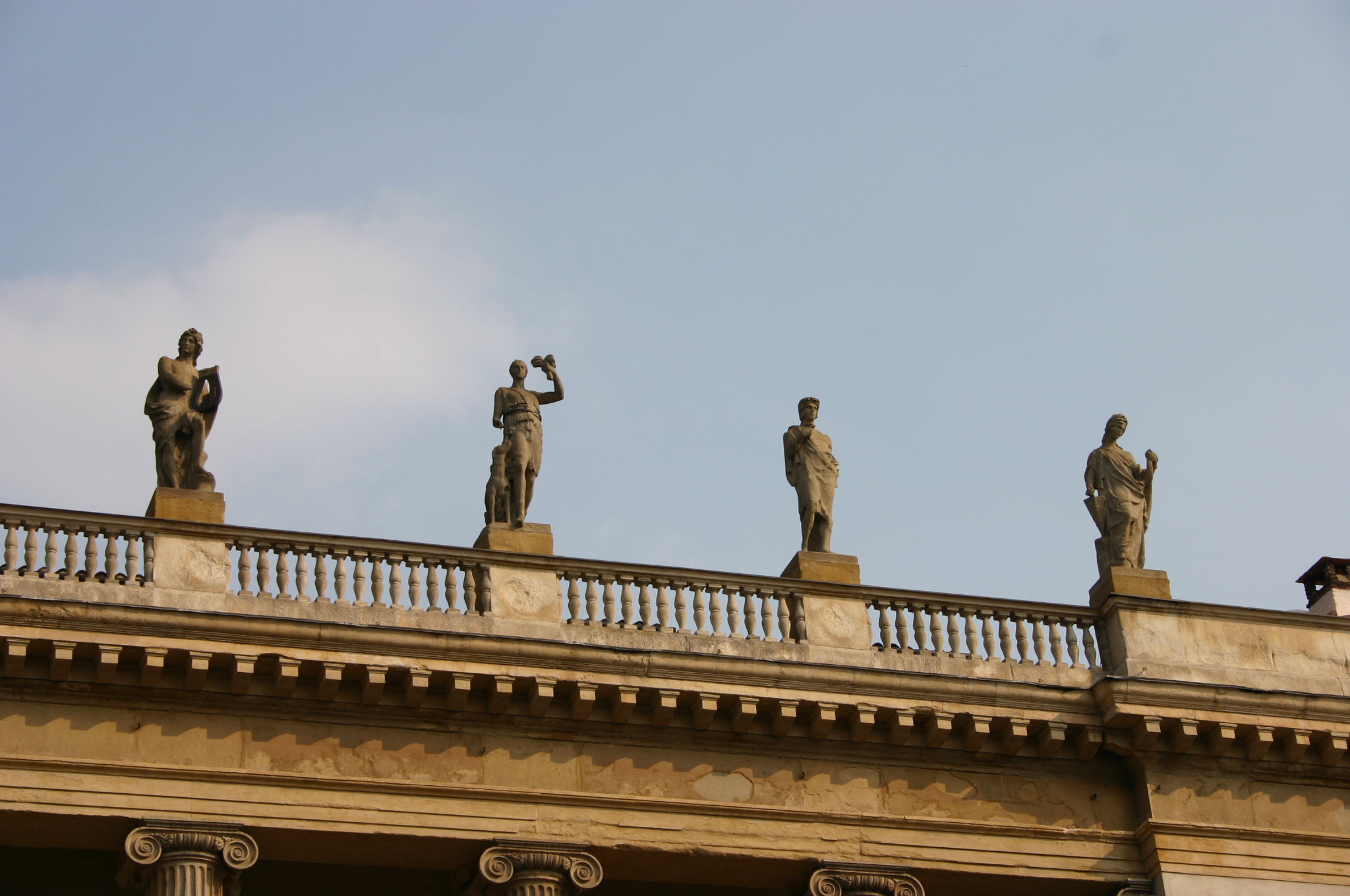
MIlano: Palazzo Saporiti

Sempre per un progetto del Pollack esegue le parti scultoree dell'altare della basilica di Santa Maria Maggiore a Bergamo, collaborando con Angelo Pizzi, scultore a cui già si era affiancato durante il periodo del lavoro al Duomo di Milano.
A Parabiago  nel 1807-1808 si dedica alla decorazione interna della chiesa parrocchiale dei Santi Gervasio e Protasio, e per la cappella di San Giovanni Battista, a sinistra dell'ingresso, viene incaricato di realizzare la scultura in scagliola con il Battesimo di Gesù.
Nella Basilica di San Gaudenzio a Novara nella cappella del Crocifisso scolpisce gli angeli dell'altare, e le statue di Sant'Ilario, San Massimo, San Gregorio Magno, San Girolamo, Sant'Ambrogio e Sant'Agostino.
Nel 1807 Carlo Amati riceve l'approvazione del progetto per il completamento architettonico della facciata del Duomo di Milano e due anni dopo il Rusca subentra a Carlo Maria Giudici nella carica di protostatuario della Fabbrica del Duomo, assurgendo in questo modo alla piramide gerarchica del principale cantiere dell'area cisalpina, segno visibile dell'apprezzamento della sua opera da parte dell'ambiente artistico e politico dell'epoca.
Sue sono quattro statue poste nelle nicchie per il salone del piano terreno del Palazzo Grataroli Maffesi De Beni scolpisce quattro statue da porre in alcune nicchie: una di queste, l'Apollo citaredo, reca l'iscrizione <<Grazioso Rusca luganese fece l'anno 1810>>.
In collaborazione con Pompeo Marchesi scolpisce le statue degli dèi consenti (ossia le dodici maggiori divinità latine) per il coronamento del Palazzo Rocca Saporiti. Nell'Arco della Pace suo è l'Ingresso dei tre sovrani a Parigi (5 luglio 1813). Nello stesso periodo opera anche per la chiesa di Santa Maria del Carmine e per quella del Redentore.

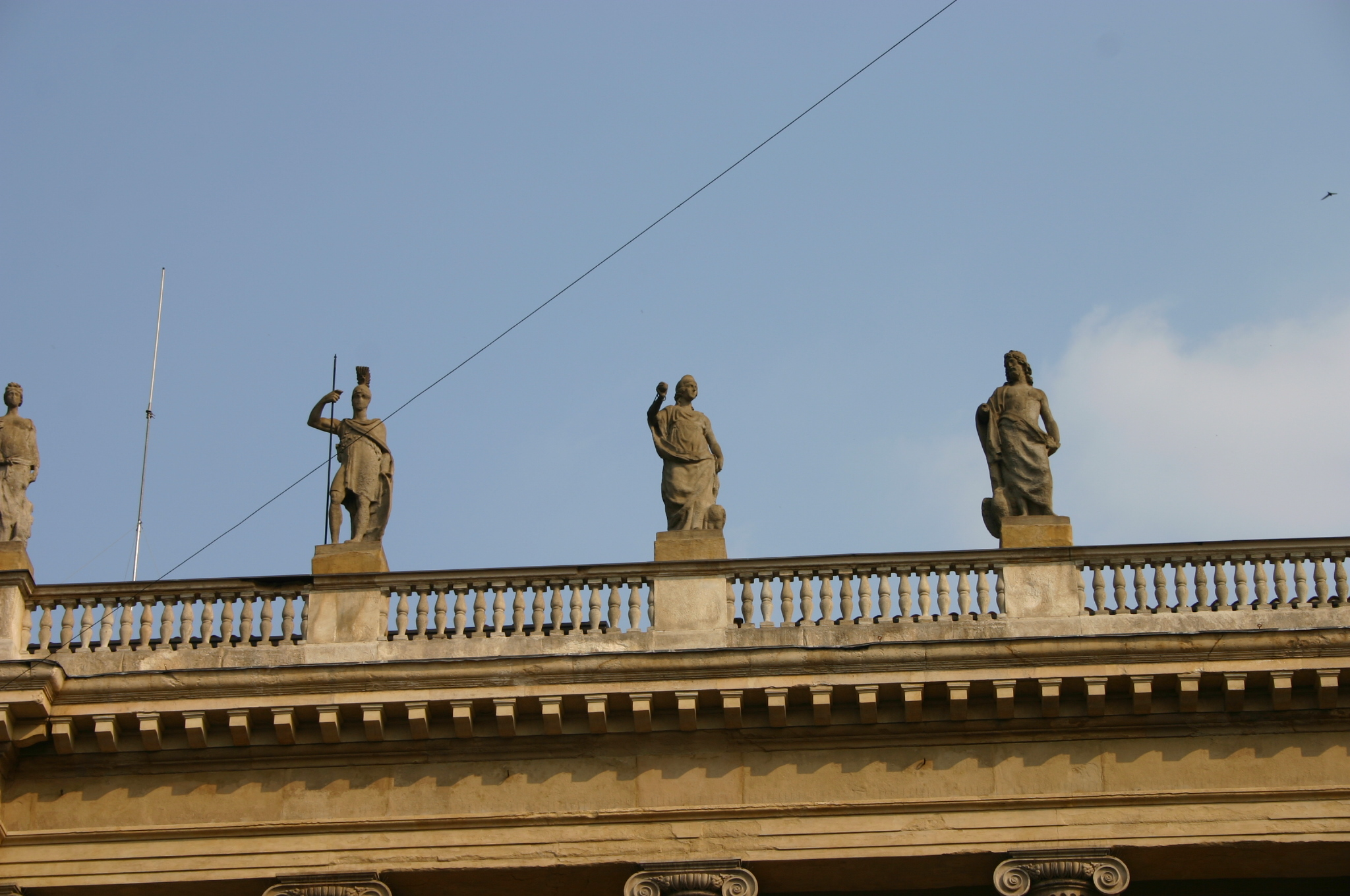
Marte, Giunone e Giove

Grazioso Rusca morì settantaduenne a Milano e fu sepolto al cimitero di San Gregorio, poi demolito alla fine dell'Ottocento.